# Balázs Kiss
Balázs Kiss (Veszprém, 21 de março de 1972) é um ex-atleta e campeão olímpico húngaro.
Especializado no lançamento do martelo, começou a participar de competições na Hungria e como juvenil ganhou uma medalha de bronze no Campeonato Europeu Júnior de Atletismo em 1991.  Mudando-se para os Estados Unidos, venceu o campeonato da National Collegiate Athletic Association (NCAA), mais importante associação atlética universitária do país, em 1993, com um lançamento de 75, 24 m e em seguida conquistou mais três títulos consecutivos. Representou a Universidade do Sul da Califórnia a partir de 1994 no campeonato americano, sendo o primeiro atleta da USC em 26 anos a conquistar títulos seguidos nos campeonatos de atletismo da NCAA.
Em 1995 ele passou a barreira dos 80 m pela primeira vez num torneio em sua cidade natal, conseguindo a marca de 82,56 m.  Participou do Campeonato Mundial de Atletismo em Gotemburgo, ficando em quarto lugar.  Na Universíade, porém, conseguiu sua primeira medalha de ouro, com um lançamento de 79,74 m, título que bisou em 1997.
Seu grande momento veio em Atlanta 1996. Com um lançamento de 81,24 m, ele conquistou o ouro olímpico e tornou-se o quarto húngaro a conquistar uma medalha de ouro na prova, mantendo a tradição do país em Jogos Olímpicos.
Dois anos depois, num torneio da Golden League no Estádio de Saint-Denis em Paris, conseguiu sua melhor marca pessoal de 83,00 m. Suas participações posteriores em campeonatos europeus e mundiais não tiveram tanto sucesso e em 2004 ele anunciou sua retirada das competições.